# ルイ16世 (フランス王)
ルイ16世（フランス語: Louis XVI、1754年8月23日 - 1793年1月21日）は、ブルボン朝第5代のフランス国王（在位：1774年5月10日 - 1792年8月10日）。ナバラ国王としてはルイス5世（バスク語: Luis V.a）。ルイ15世の孫。王妃は神聖ローマ皇帝フランツ1世と皇后マリア・テレジアの娘マリー・アントワネット。
在位中の1789年にフランス革命が起こり、1792年に王権が停止し、翌年処刑された。フランス最後の絶対君主にしてフランス最初の立憲君主である。1791年憲法に宣誓して以後は、称号は「フランス国王」ではなく「フランス人の王」となる 。

## 生涯

### 誕生
1754年8月23日、父ルイ・フェルディナン王太子、母マリー＝ジョゼフ・ド・サクス（ポーランド王（兼ザクセン選帝侯）アウグスト3世の娘）の三男ルイ・オーギュストとして誕生。ベリー公となる。1760年9月8日、ヴォギュヨン公爵が家庭教師となった。1761年の復活祭の日、兄ブルゴーニュ公ルイ・ジョゼフが結核で薨去し、1765年に父の薨御によりフランス王太子（）となった。

#### 婚姻
長年敵対してきたブルボン家とハプスブルク家の間の和議を結ぶため、オーストリアのマリア・テレジアにより娘マリア・アントーニア とブルゴーニュ公ルイ・ジョゼフとの政略結婚が画策されていたが、1761年のルイ・ジョゼフの薨去により1763年5月、ルイ・オーギュストとの結婚の使節としてメルシー伯爵が大使としてフランスに派遣された。結婚の反対者であったルイの父が1765年に死亡した後の1769年6月、ようやくルイ15世からマリア・テレジアへ婚約文書が送られた。1770年5月16日、ヴェルサイユ宮殿にて王太子ルイ・オーギュストとマリア・アントーニアの豪華絢爛な結婚式が挙行され、王太子妃はマリー・アントワネットとなった。

### 即位

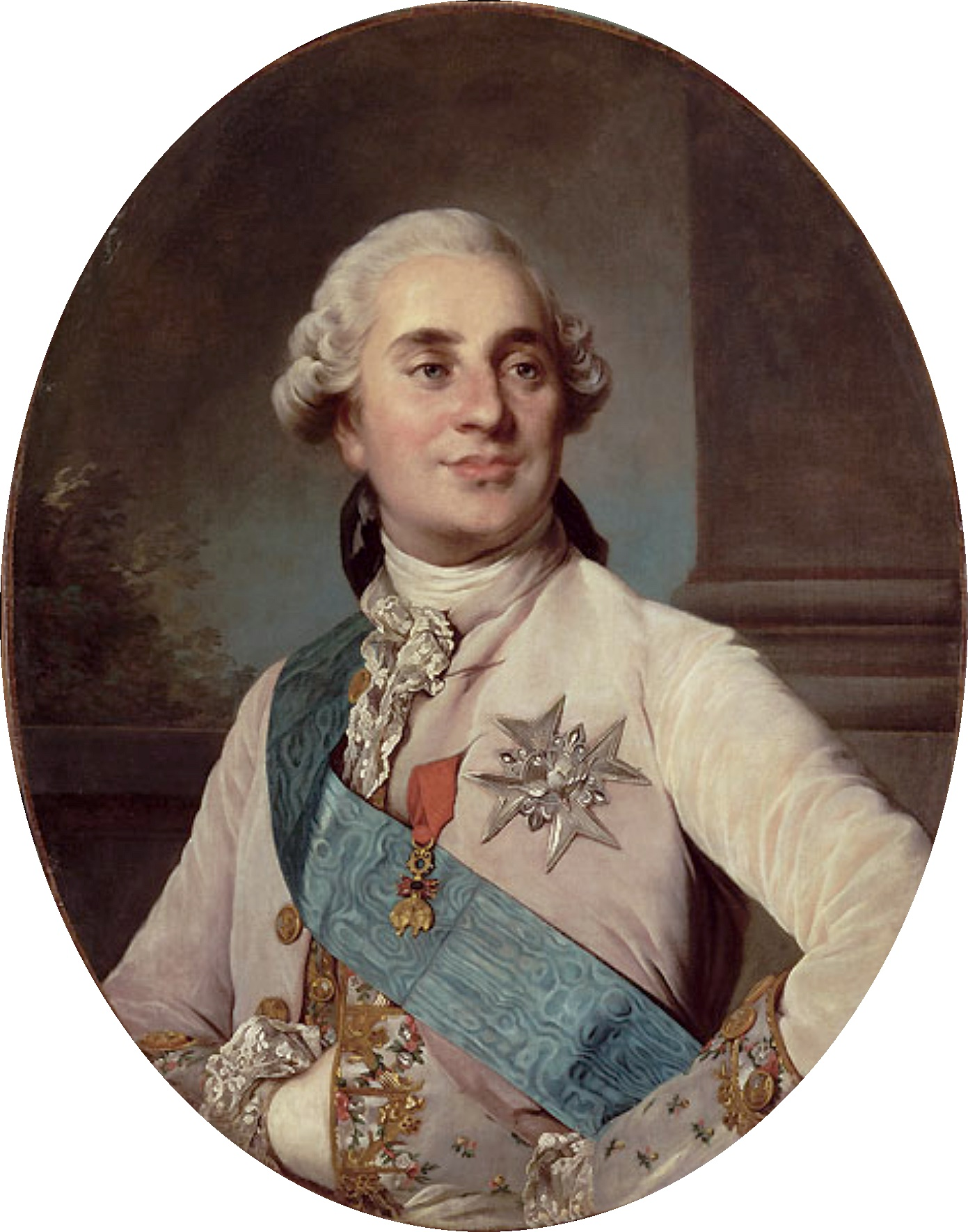
ルイ16世

1774年5月10日にフランス国王となり、1775年、ランスのノートルダム大聖堂で戴冠式を行った。
1775年4月、各地で食糧危機に対する暴動(小麦粉戦争)が起き、5月2日、ヴェルサイユ宮殿にも8千人の群集が押し寄せた。この際、国王はバルコニーに姿を現し、民衆の不満に応えている。
1777年4月、子供が生まれず性生活を疑ったマリア・テレジアより、1777年4月、マリー・アントワネットの長兄ヨーゼフ2世が、新婚生活を送っていたラ・ミュエット宮殿（現在のパリ16区ラ・ミュエット地区）の新婚夫妻の元に遣わされ、夫妻それぞれの相談に応じ、ルイ16世は先天的性不能の治療を受けた。また、若くして結婚したため子作りの方法を知らなかった国王・王妃は、義兄・ヨーゼフ2世より子作りの仕儀を授けられたという。その甲斐あって結婚7年目の1778年には長女マリー・テレーズ、1781年長男ルイ・ジョゼフ（夭折）、1785年次男ルイ・シャルル（後のルイ17世）、1786年次女ソフィー（夭折）が誕生する。

### 政治的な作為
前々代ことルイ14世、前代ことルイ15世の積極財政（主に対外戦争費による負債）の結果を受け継いだため、即位直後から慢性的な財政難に悩まされ続けた。それにも関わらず、積年の敵性国だったイギリスの勢力拡大に対抗してアメリカ独立戦争に関わり、アメリカ合衆国を支援するなどしたため、イギリスから新大陸の利権の大部分を奪い去ることには成功したものの、財政はさらに困窮を極めた。特に海軍力の整備には力を入れ、シェルブールに軍港を建設し、イギリス海軍を圧倒する活躍を成し遂げてフランス海軍の威信を高めることには成功した。
一方でローヌ男爵にして学者ジャック・テュルゴーや銀行家ジャック・ネッケルなど、経済に詳しい者を登用して改革を推進しようとした。また刑法的な面において1780年には拷問の廃止を王令で布告することや、人権思想に基づく改革をも行っている。1783年には名士会の開催と三部会招集の布告を行なった。少なくともルイ16世は政治に積極的に関わり、フランスの変革に努力を注いでいたのである。
しかし「高等法院なしに国王はない」とのモールパ伯爵ジャン＝フレデリック・フェリポーの進言により、ルイ15世が弱体化させた高等法院を1774年に復活させたことにより常にその抵抗に遭い、改革は妥協を強いられ抜本的な変革には至らず、また財政の決定的な建て直しには及ばなかった。保守派貴族は国王の改革案をことごとく潰し、結局改革は挫折したばかりか、結果的にその咎は後年のフランス革命で国王一家に向けられてしまう。

### アメリカ独立戦争における働き
アメリカ独立戦争を支援したことから、「アメリカ建国の父」たちにはルイ16世に崇敬の念を抱く者が多かったものの、戦争の余波によって国内情勢が安定しなかったゆえか、後の革命で窮地に陥った国王一家を助ける動きにまでは至らなかった。

### フランス革命

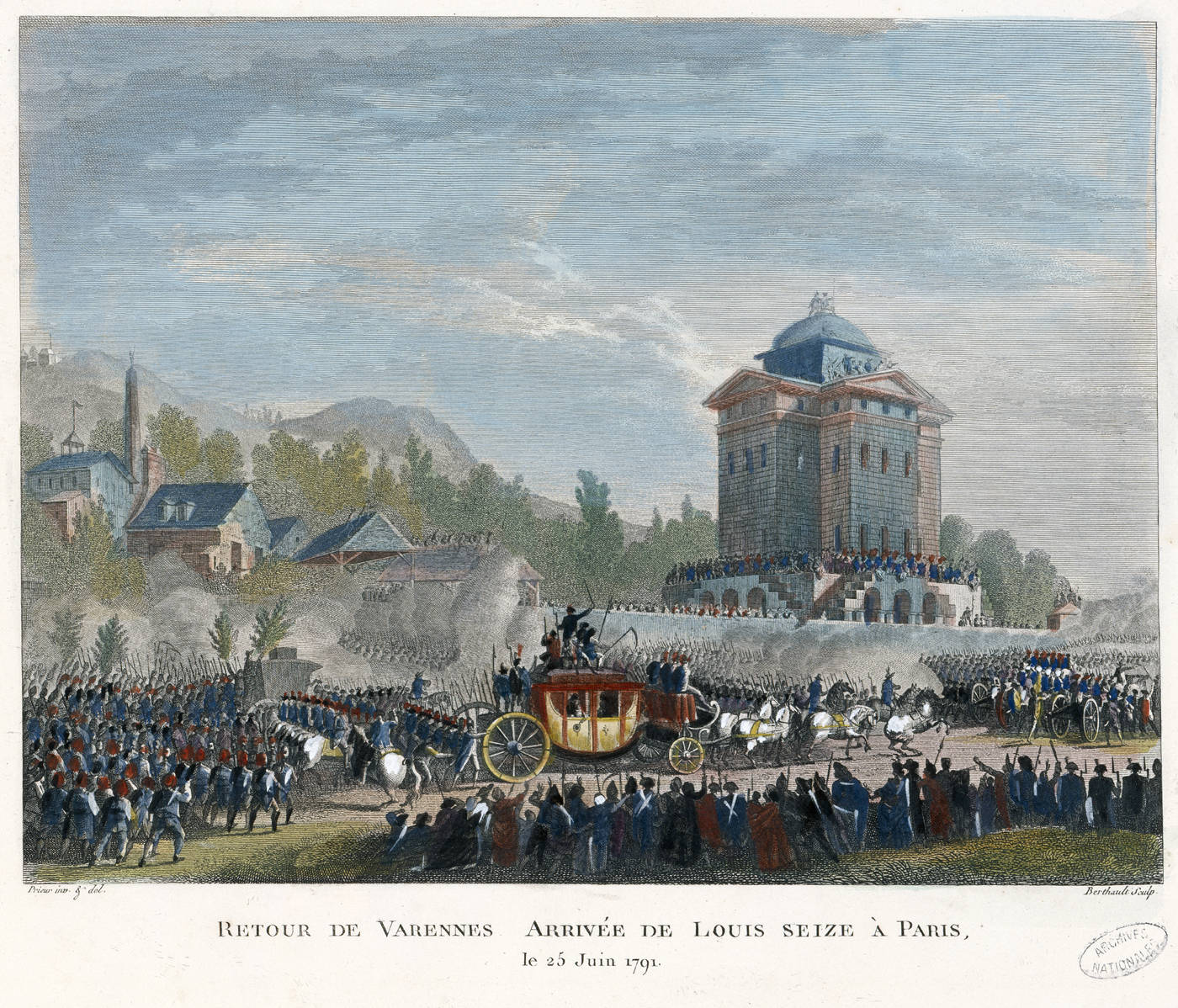
パリへ帰還するルイ16世

貴族層に対抗する窮余の策として招集した三部会は思わぬ展開を見せ、平民層を大きく政治参加へ駆り立てたことで、結果的に1789年7月14日のバスティーユ襲撃に始まるフランス革命を呼び起こした。この時に国王衣装係のリアンクール侯爵から報告を受けたが、後年、『日記には「なにもなし」と書いて寝てしまった』との逸話が語られている。国民議会の封建制廃止などの要求に対して、ルイ16世は「余は決して、余の僧侶たちと余の貴族たちを剥ぎ取られることに同意しないだろう」と強硬な姿勢を崩さなかった。10月、20万人の群集によるヴェルサイユ行進に際しては、議会の代表団に対して食糧の放出を裁可している。この後「国王万歳」「国王をパリへ」の叫び声が上がり、パリに連行されることになる。
ルイ16世は本心では革命の進展を望んでいなかったため、1791年に家族とともにパリ脱出を企てたが、ヴァレンヌで発見され捕らえられた（ヴァレンヌ事件）。ルイ一家はただちにパリへ護送され、以後テュイルリー宮殿に軟禁された。
1792年6月、オーストリアなどによる対仏戦争の最中、デュムーリエは国防大臣を辞任する際、宣誓忌避僧に対する法案に拒否権を行使し続けるルイに対し、「僧たちは虐殺されるでしょう。そしてあなたも…」と語ったが、これに対してルイ16世は「私は死を待っているのだ。さようなら。幸せでいるように」と述べたという。6月20日、群集がテュイルリー宮殿に押し寄せた際、そのリーダーが王に誠意ある態度を求め、幾人かが槍を王に向け振り回した。喧騒の中、彼は「余は憲法と法令が、余に命じていることをしているにすぎない」と冷静に述べ、威厳を示した。その後8月10日事件でパリ市民と地方民兵はチュイルリー宮殿を占拠。王権が停止され、国王一家はテュイルリー宮からタンプル塔に幽閉された。

### 国王裁判

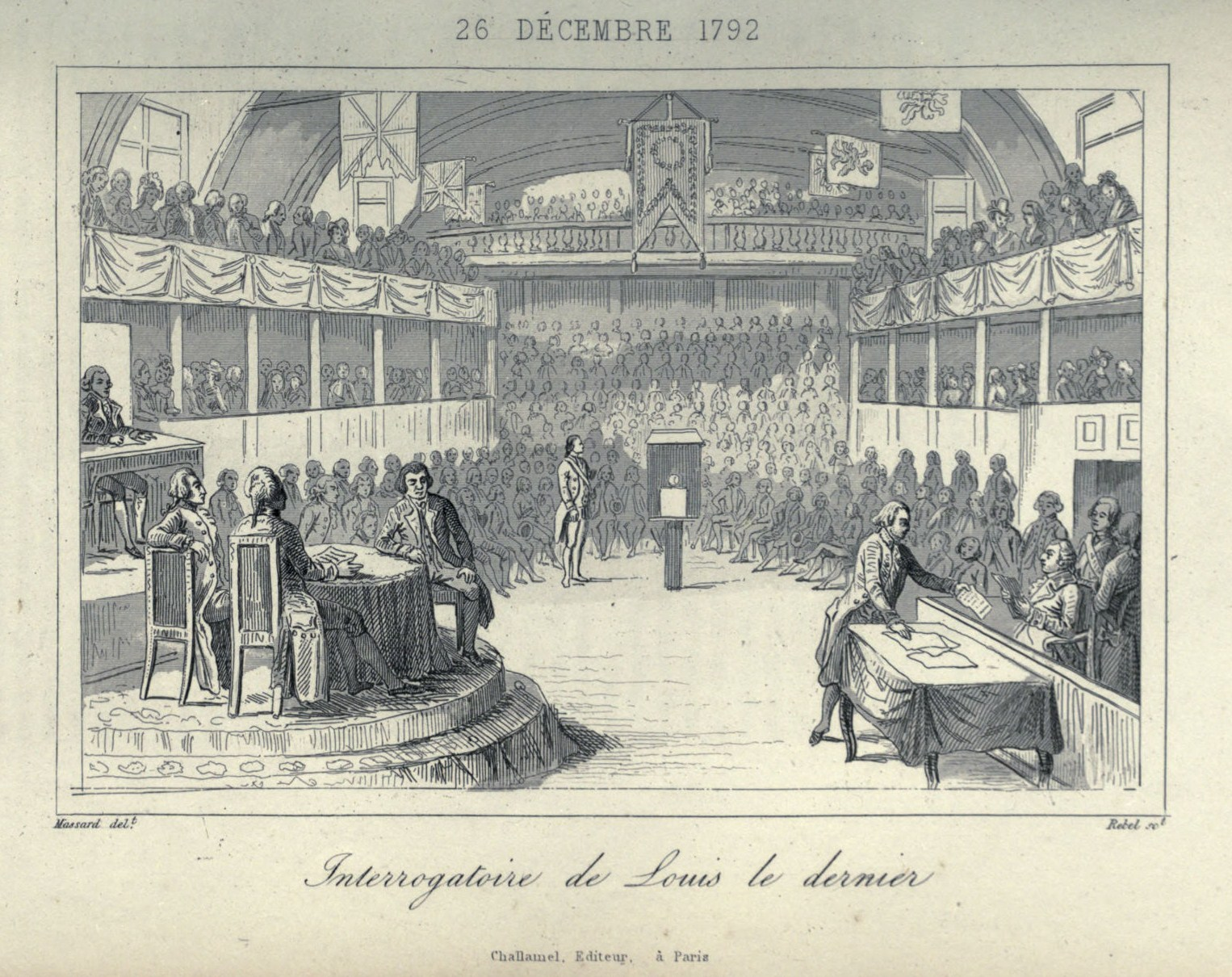
最後の証言に立つルイ16世

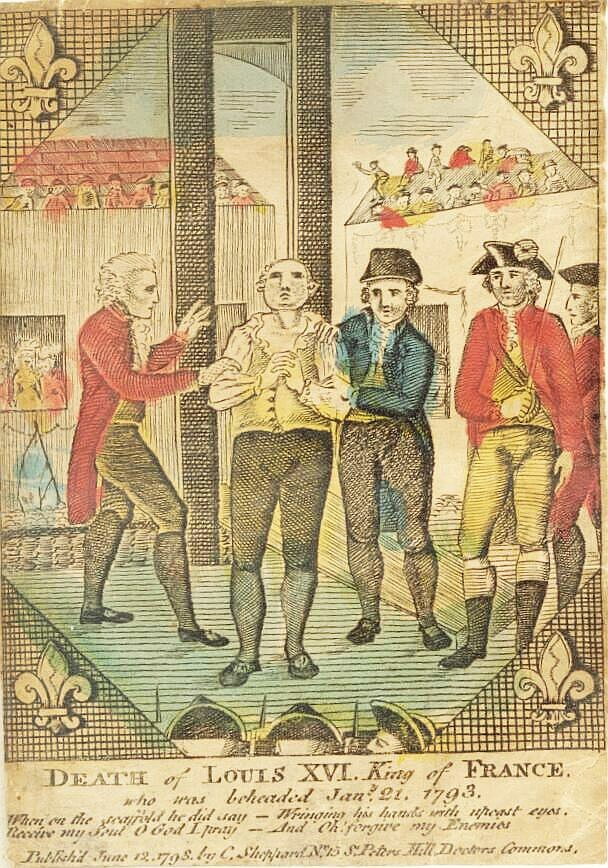
ギロチンで処刑される直前のルイ16世。左は知己である死刑執行人、シャルル＝アンリ・サンソン。（1798年の画）

幽閉されたルイ16世は家族との面会も叶わず、名前も「ルイ・カペー」と呼ばれ、不自由な生活を強いられることになる。その間（1792年後半）、国王の処遇を巡って、国王を断固として擁護する王党派とフイヤン派、処刑を求める山岳派（ジャコバン派）、裁判に慎重なジロンド派が三竦みの状態になり、長々と議論が続けられていた。膠着状態の中、11月13日、25歳の青年サン＝ジュストが、

“人民が元々有していた主権を独占した国王は主権簒奪者であり、共和国においては国王というその存在自体が罪として、個人を裁くのではなく、王政そのものが処罰されるべきである”

と演説し、共和政を求めるものの国王の処遇は穏便に収めることを希望したジロンド派を窮地に陥れた。12月11日、ルイ16世の国務大臣を二度務めたマルゼルブが国民公会議長に宛てて手紙を送り、弁護士で高等法院司法官だったフランソワ・ドニ・トロンシェと共に、同月15日にルイ16世の弁護人を引き受けた。
1793年1月15日から19日まで、国民公会はルイ16世の処遇を決定するために四回の投票を行った。投票方法は、指名点呼という方法で行われることが事前に取り決めされており、各議員は登壇して意見を自ら表明する必要があった 。第一回投票では、まず「国王は有罪であるか否か」が問われて、各議員（定数は749）は賛成693対反対28（欠席23・棄権5）で有罪を認定した。ジロンド派が公会の判決は人民投票で可否を問われなければならないと主張していたため、第二回投票では、「ルイに対する判決は人民投票によって批准されるべきか否か」が問われ、これは賛成292対反対423（欠席29、棄権5）で、ジロンド派の予想に反して否決された 。
そして、第三回投票では、「ルイは如何なる刑を科されるべきか」という刑罰を決める投票が行われ、初めて賛否では決まらない意見表明の投票となった。集計したところ、「無条件の死刑」が387票で最多となり、ただしこのなかにはマイユ条項つき死刑というものが26票含まれていた 。次いで「その他の刑」が334名で、内訳は鉄鎖刑2名、禁錮刑かつ追放刑 286名、執行猶予付き死刑46名であった。387対334（欠席23・棄権5）で死刑と決まった。第四回投票では、死刑延期の賛否が投票されたが、賛成310対反対380（欠席46・殺害1・棄権12）で、これも70票差で否決され、即時の死刑執行が決まったわけである。
| 「 | 死刑に賛成した387人の内26人は執行猶予を求めており、この26名を死刑反対票に加算するとすれば、賛成361対反対360となり、1票の僅差で処刑が確定した | 」 |

という説明がしばしばなされるが、上記のようにこれは間違いである。執行猶予付きを含む死刑に賛成した票の総数は433で、執行猶予を反対票に含めて賛成387対反対334であり、マイユ条項や執行猶予を除いても、単純死刑361と死刑以外288の差は73票もある。またマイユ条項は執行猶予とは異なり、同じに扱うことはできないし、死刑に反対していたととらえることは全くできない。マイユ条項支持者のなかで第四回投票で延期に賛成した議員は1人もいなかった。そればかりか第四回投票では（執行猶予付き死刑以外の）その他の刑を支持していた者の中からも22名は延期反対の方に寝返った。後の王政復古期ではルイ16世の死刑判決に立役した455名の国民公会議員は大逆罪として断罪され、そのうちの存命者は全て国外追放の刑に処された。

### 死刑と最後の言葉

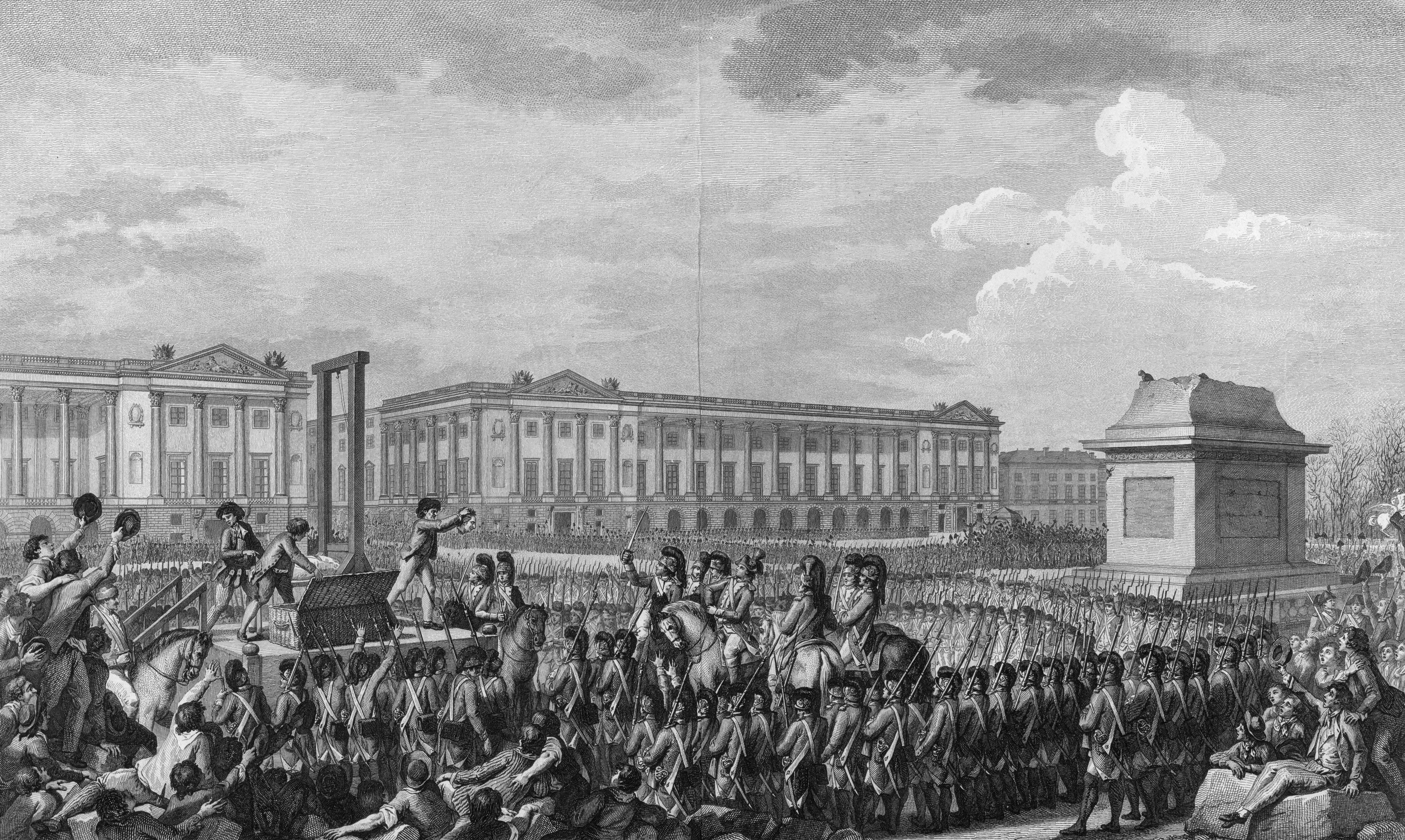
1793年1月21日、革命広場でのルイ16世の処刑。画：シャルル・モネ (1794年)

1793年1月21日午前10時22分、シャルル＝アンリ・サンソンの執行により革命広場（現コンコルド広場）でギロチンで斬首刑にされた。これに先立って、革命前に「人道的な処刑具」としてギロチンの導入が検討された際、その刃の角度を「斜めにするように」と改良の助言を行ったのは、錠前作りによって工学的知識、金属器の知識を持っていたルイ16世本人だった（ただし異説あり）。
大デュマは処刑当日の様子を次のように記述する。

朝、二重の人垣を作る通りの中を国王を乗せた馬車が進んだ。革命広場を2万人の群集が埋めたが、声を発する者はなかった。10時に王は断頭台の下にたどり着いた。王は自ら上衣を脱ぎ、手を縛られた後、ゆっくり階段を上った。王は群集の方に振り向き叫んだ。「人民よ、私は無実のうちに死ぬ」。太鼓の音がその声を閉ざす。王は傍らの人々にこう言った。
「私は無実のうちに死ぬ。私は私の死を作り出した者を許す。私の血が二度とフランスに落ちることのないように神に祈りたい」という、フランスへの思いが込められた一言だった。しかし、その言葉を聞いてもなお、涙するものはなかった。

## 死後
遺体はまず集団墓地となっていたマドレーヌ墓地 に葬られた。後に王政復古が到来すると、新しく国王となったルイ18世は私有地となっていた旧墓地 を地権者から購入し、兄夫婦の遺体の捜索を命じた。その際、密かな王党派だった地権者が国王と王妃の遺体が埋葬された場所を植木で囲んでいたのが役に立った 。発見されたルイ16世の亡骸は一部であったが掘り起こされ、その22回目の命日である1815年1月21日、歴代のフランス国王が眠るサン＝ドニ大聖堂に妻マリー・アントワネットと共に改葬された。

## 子女及び子孫
ルイ16世には妻マリー・アントワネットとの間に上記の通り、長女マリー・テレーズ、長男ルイ・ジョゼフ（夭折）、次男ルイ・シャルル（後のルイ17世）、次女ソフィー（夭折）の4人の子供（2男2女）がいたが、いずれも子供を残さなかったため、直系の子孫は存在せず断絶した。

## 評価

斬首後、革命派によって民衆に示されるルイ16世の首

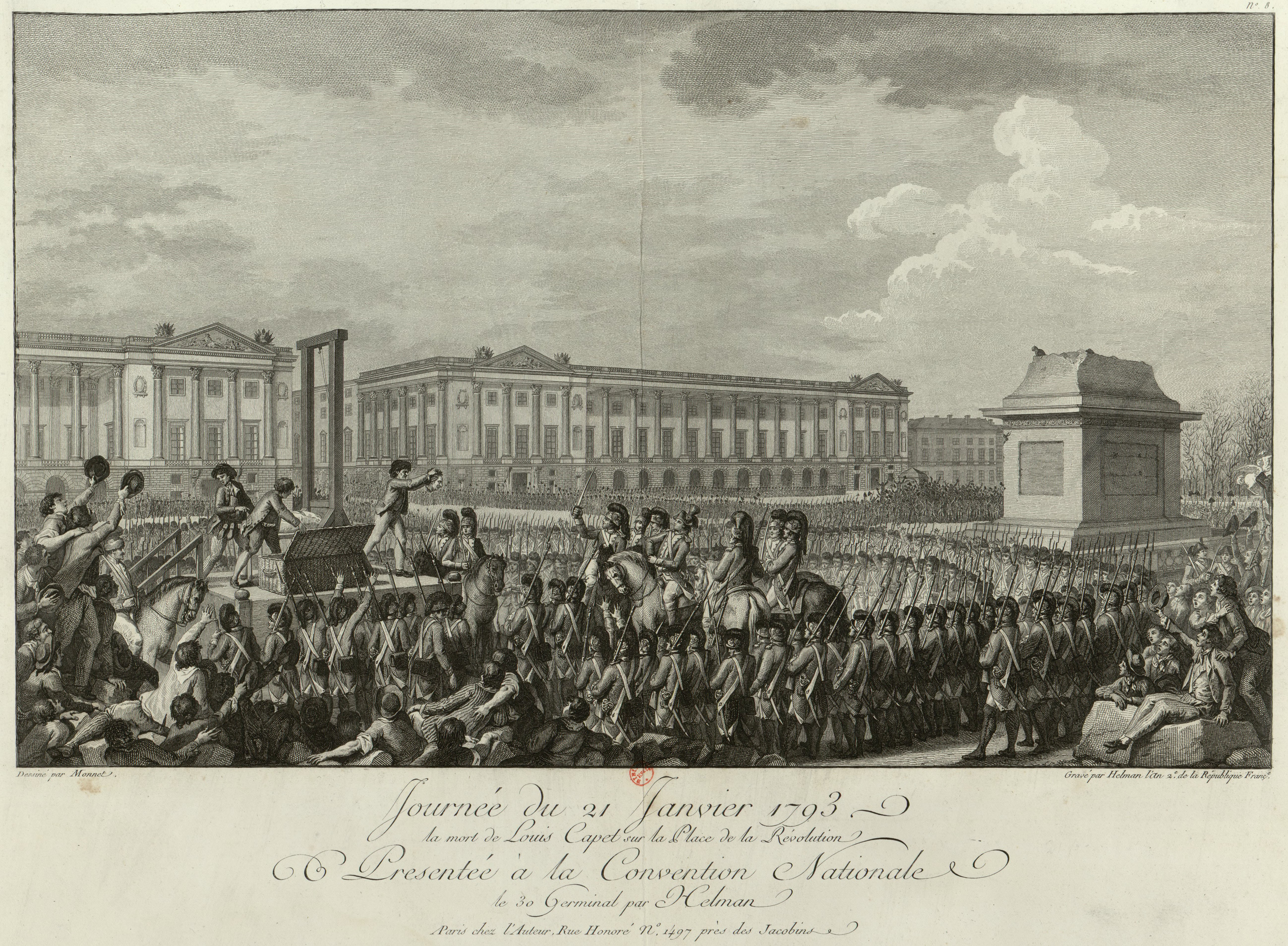
同じく民衆に示されるルイ16世の首

ルイ16世は「狩猟と錠前造りが趣味で妻マリー・アントワネットに操られる無能な王」「国民の境遇に心を悩ませる心優しい王」という2つの相反する評価を受ける。とくにシュテファン・ツヴァイクの伝記小説『マリー・アントワネット』においてルイ16世を暗君として描いたイメージが広く知れ渡っている。現代のフランスでもニコラ・サルコジ大統領が「私は宮殿で錠前作りに明け暮れる暗君のようにはならない」とルイ16世を無能な政治家の例えとして言及している。一方、2008年にジャン＝クリスチャン・プティフィスが『ルイ十六世』で彼の政策を膨大な史料を元に紹介したところ、ドミニク・ド・ビルパン元外相（サルコジの政治的ライバル）などフランスの政治家が同書を取り上げ、ルイ16世を高く評価した。
もっとも、ヴァレンヌ事件までのルイ16世は当時のパリ市民からの人気が高かったことが知られている。同時期の財政難は前々代の太陽王ことルイ14世の時代から続く放漫財政や頻繁な外征などが本来の原因であり、財政再建のための改革にルイ16世は積極姿勢を示したが、途中で様々な原因により挫折した。
ルイ16世は、国民の良き支配者、理想的な国王を目指した啓蒙専制君主であった。農奴制の廃止、プロテスタントやユダヤ人の同化政策などをすすめ、科学や地理探検にも理解があり、その支援者であった。さらに三部会召集も第三身分をもって第一身分、第二身分の特権を突き崩そうとしたものであった。実際に、王妃のマリー・アントワネットの数々のスキャンダルが世間に曝露されたにもかかわらず、国王の威信はすぐに地に堕ちたというわけではなかった様である。当時の民衆には良き王の統治を求めた者も少なくなく、例えば1789年の三部会開催に際し寄せられた数々の意見は、「良き王への陳情」という形式が採られていたことが知られている。
日本のフランス史学者の福井憲彦は、「後の革命への対応に失敗したからといって、遡って無能の烙印を押すべきではない。とくに欠陥のある国王というわけではなかったろう。ただ、変動期に決断を迫られた時に、強力な指導力を発揮できるような人ではなかった。政治感覚がひどく鈍かったわけではないが、有り体にいえば優柔不断だったのである。」と評価している。

## 遺言書

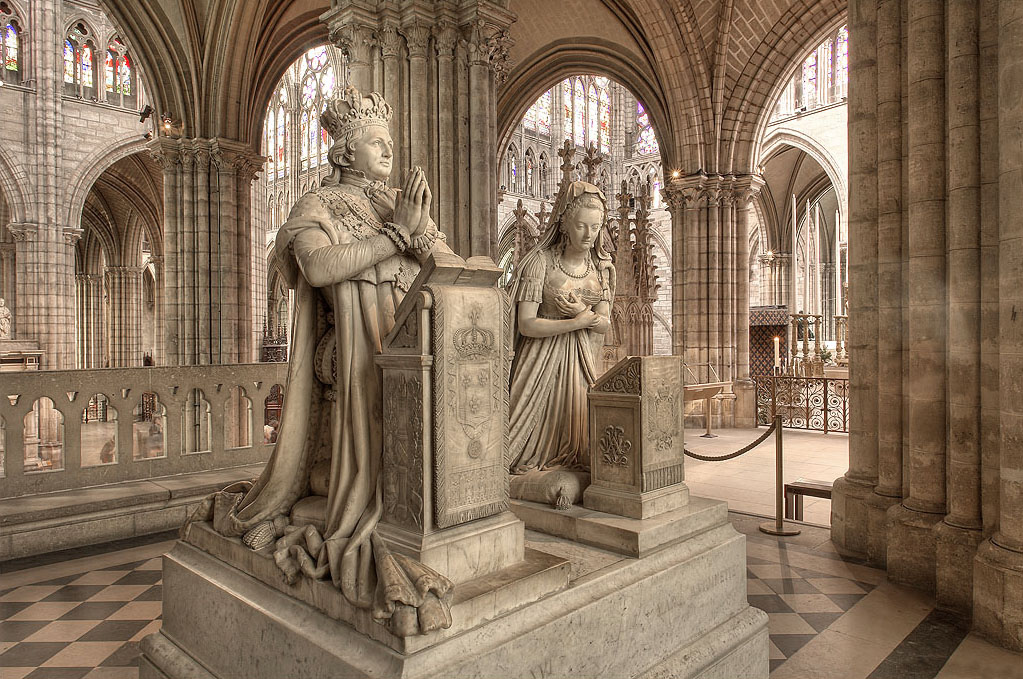

ルイ16世の遺言書は、処刑直前にタンプル塔で書かれたものがフランス歴史博物館にマリー・アントワネットの遺書と共に展示されている。それ以前に、ヴァレンヌに逃亡する際執筆した遺言書の存在が写しでのみ知られていた。2009年になって、ルイ16世の直筆原本がアメリカで発見され、オークションの末にフランスの研究家が落札した。

この遺言書は「全てのフランス人に告ぐ」と題されており、逃亡の理由を説明すると共に、革命派を厳しく批判し、「国王の元に戻れ」と国民に呼びかけている。

## ルイ16世が登場した作品

### 映画
- 『マリー・アントアネットの生涯』 (原題：MARIE ANTOINETTE、1938年）、監督：W・S・ヴァン・ダイク、ルイ16世：ロバート・モーレイ
- 『ラ・マルセイエーズ（英語版）』 (原題：La Marseillaise、1938年）、監督：ジャン・ルノワール、ルイ16世：ピエール・ルノワール
- 『黒魔術』（原題：Black Magic、1949年）、監督：グレゴリー・ラトフ（英語版）、オーソン・ウェルズ、ルイ16世：リー・クレセル（Lee Kresel）[17]
- 『ベルサイユのばら』 (原題：LADY OSCAR、1979年）、監督：ジャック・ドゥミ、ルイ16世：テレンス・バッド（Terence Budd）

### 小説
- 遠藤周作 『王妃マリー・アントワネット』（新潮文庫）
- 藤本ひとみ 『バスティーユの陰謀』 （文春文庫）
- 佐藤賢一『小説フランス革命』（集英社文庫）
- スカーレッドG『ルイ16世に転生してしまった俺はフランス革命を全力で阻止してアントワネットと末永くお幸せに暮らしたい』（一二三書房サーガフォレスト）[18]（初出はなろう小説[19]）

### 漫画
- 池田理代子『ベルサイユのばら』 - 「マーガレット」（集英社）連載。40年余を経て不定期連載でエピソード編が描かれる。
- 森園みるく『欲望の聖女　令嬢テレジア』 -「女性セブン」
- 惣領冬実『マリー・アントワネット』 - 「週刊モーニング」（講談社）連載。史上初のヴェルサイユ宮殿による監修。
- 乃木坂太郎『第3のギデオン』 - 「ビッグコミックスペリオール」（小学館）連載。
- 坂本眞一『イノサン』 -  『週刊ヤングジャンプ』（集英社）連載、続編『イノサン Rouge（ルージュ）』は『グランドジャンプ』（同社刊）連載。作品の出典は安達正勝『死刑執行人サンソン』（集英社新書）。「処刑人」一族サンソン家の数奇な運命を描く中で、ルイ16世は4代目当主シャルル＝アンリ・サンソンとお互いに弱さを含めた精神性や理想を認め合い崇敬する友人として設定されている。
- にしうら染『踊る!アントワネットさま』 - 『まんがタイムスペシャル』（芳文社）連載[20]。
- 磯見仁月『傾国の仕立て屋 ローズ・ベルタン』- 『月刊コミックバンチ』（新潮社）連載。
- みやのはる『ラ・マキユーズ～ヴェルサイユの化粧師～』 - 『COMIC BRIDGE online』（KADOKAWA）で連載された漫画。王太子時代のルイ=オーギュストが登場。
- 小出よしと『悪役令嬢に転生したはずがマリー・アントワネットでした』 -『月刊コミックフラッパー』（KADOKAWA）連載。
- 原作：スカーレッドG / 作画：いの『ルイ16世に転生してしまった俺はフランス革命を全力で阻止してアントワネットと末永くお幸せに暮らしたい』 - 『コミックポルカ』（一二三書房・SANKYO）連載[21]。上述の小説のコミカライズ[22][23]。

### アニメーション
- 『ラ・セーヌの星』 - フランス革命の頃のパリが舞台のテレビアニメ。主人公シモーヌ・ロランはルイ16世の正妃マリー・アントワネットの異母妹という設定で、ルイ16世とは義兄妹。
- 『ベルサイユのばら』 - 上記漫画作品のテレビアニメ版。